# ژان دوورژیه دو اوران
ژان دوورژیه دو اوران (به فرانسوی: Jean Duvergier de Hauranne) نویسنده و متخصص الهیات قرن شانزدهم میلادی اهل فرانسه است.